# Petr Reinberk
Petr Reinberk (* 23. Mai 1989) ist ein tschechischer Fußballspieler.

## Vereinskarriere
Petr Reinberk begann mit dem Fußballspielen beim 1. FC Slovácko. Im Mai 2008 nahm der damalige Trainer Jiří Dekař den Mittelfeldspieler von den A-Junioren in den Profikader auf. Reinberk debütierte am 25. Mai 2008 in der 2. Liga, als er im Spiel gegen den FC Hlučín in der 72. Spielminute für Filip Racko eingewechselt wurde. In der Saison 2008/09 kam er auf acht Einwechslungen in der 2. Liga und spielte regelmäßig für das B-Team in der MSFL.
Im Sommer 2009 wurde Reinberk an den Zweitligisten FC Vítkovice ausgeliehen. Nach einer Saison kehrte Reinberk zum 1. FC Slovácko zurück.

## Nationalmannschaft
Reinberk spielte bisher für die tschechischen Juniorenauswahlmannschaften U16, U17, U18, U19 und U20. Mit der U19-Auswahl nahm er 2008 an der U-19-Fußball-Europameisterschaft 2008 in Tschechien teil.